# Complejo del Sodre
Der Complejo del Sodre (Sodre-Komplex) ist ein Bauwerk in der uruguayischen Landeshauptstadt Montevideo.
Das nach einem 1986 zur Errichtung eines Kulturzentrums für das SODRE durchgeführten Wettbewerb errichtete Gebäude, mit dessen Bau im Jahre 1989 begonnen wurde, befindet sich in dem Municipio B zugehörigen Barrio Centro an den Straßen Mercedes, Andes und Florida. Für seine Errichtung zeichneten die Architekten Jorge Di Pólito, Diego Magnone, Isidoro Singer und Juan C. Vanini verantwortlich. Der als Auditorium, Kultur- und Unterhaltungszentrum konzipierte Sodre-Komplex weist bei einer Höhe von 32 Metern acht Stockwerke auf und umfasst eine Grundfläche von 285 m². Das Gebäude wurde 2010 in das Inventario patrimonial wird mit dem Schutzstatus Grad 2 aufgenommen. Ihm ist ebenfalls departamentaler Schutzstatus (Protección departamental) zugewiesen.